# Albert Fall
Albert Bacon Fall (Frankfort (Kentucky), 26 november 1861 – El Paso (Texas), 30 november 1944) was een Amerikaanse politicus. Hij was minister van Binnenlandse Zaken onder president Warren Harding en werd veroordeeld voor corruptie.

## Levensloop
Albert Fall werd geboren in Kentucky. Als op jonge leeftijd ging hij aan het werk in een katoenfabriek. Hier hield hij levenslang ademhalingsproblemen ten gevolge van stoflong aan over. Voor zijn gezondheid verhuisde hij naar New Mexico. Daar studeerde hij rechten in avondschool.

### Senator
Fall ging in de politiek en werd in 1912 verkozen als republikeins senator voor New Mexico. Hij bleef zetelen in de Senaat tot zijn aanstelling als minister in 1921 en genoot er een goede reputatie.

### Minister
In maart 1921 werd Fall door president Warren Harding aangesteld als minister van Binnenlandse Zaken (Secretary of the Interior). Onder zijn bevoegdheid viel onder meer het beheer van de olievelden, die voorheen door het ministerie van Marine werden beheerd. Fall gunde de exploitatierechten van drie olievelden aan twee grote oliemaatschappijen en ontving in ruil een half miljoen dollar aan leningen en giften. De affaire kwam aan het licht in april 1922 en werd bekend als de Teapot Dome-affaire, de naam van een van de bewuste olievelden in Wyoming. Fall werd in maart 1923 uit zijn functie als minister van Binnenlandse Zaken gezet en opgevolgd door Hubert Work. Dit schandaal leidde tot hoorzittingen in het Congres en uiteindelijk tot een strafproces.

### Proces
Het gerechtelijk onderzoek naar Teapot Dome-affaire duurde zes jaar. Fall werd veroordeeld voor corruptie. Hij was een gebroken man en werd per ambulance naar de gevangenis van Santa Fe gebracht. Na een jaar kwam hij vrij.

## Ohio Gang
Hall werd samen met andere corrupte kabinetsleden onder president Harding gerekend tot de Ohio Gang. Ohio was de thuisstaat van president Harding en ook van Harry Daugherty en Jesse Smith, de minister van Justitie en diens rechterhand. Ook de corrupte directeur van het Bureau voor Veteranenzaken, Charles R. Forbes, wordt tot de Ohio Gang gerekend.